# Macarostola zehntneri
Macarostola zehntneri là một loài bướm đêm thuộc họ Gracillariidae. Nó được tìm thấy ở Ấn Độ (Maharashtra), Indonesia (Java) và Malaysia.
Ấu trùng ăn Eugenia aquea, Eugenia cumini và Eugenia jambolana. Chúng có thể ăn lá nơi chúng làm tổ.